# Glehnia littoralis
Glehnia littoralis är en växtart som är ensam art i släktet Glehnia och familjen flockblommiga växter.
Arten är en perenn ört som förekommer i östra Asien och västra Nordamerika. Den beskrevs först som Cymopterus littoralis av James Graham Cooper 1860, och fick sitt nu gällande namn av Friedrich Schmidt och Friedrich Anton Wilhelm Miquel 1867.

## Underarter
Arten delas in i följande underarter:
- G. l. leiocarpa, som förekommer i Asien
- G. l. littoralis, som förekommer i Nordamerika